# Liste des lignes à grande vitesse en Espagne
 (décembre 2009).
Si vous disposez d'ouvrages ou d'articles de référence ou si vous connaissez des sites web de qualité traitant du thème abordé ici, merci de compléter l'article en donnant les références utiles à sa vérifiabilité et en les liant à la section « Notes et références ».
L'Espagne s'est engagée dans un ambitieux plan de construction de lignes à grande vitesse, visant à mettre toutes les capitales régionales du pays à moins de 3 h de Madrid et 5 h 30 de Barcelone à l'horizon 2020[réf. nécessaire]. Dans le cadre de ce plan, ce ne sont pas moins de 7 000 km de lignes nouvelles qui devraient être mises en service au cours des prochaines années[réf. nécessaire].

Le réseau de lignes à grande vitesse en 2023

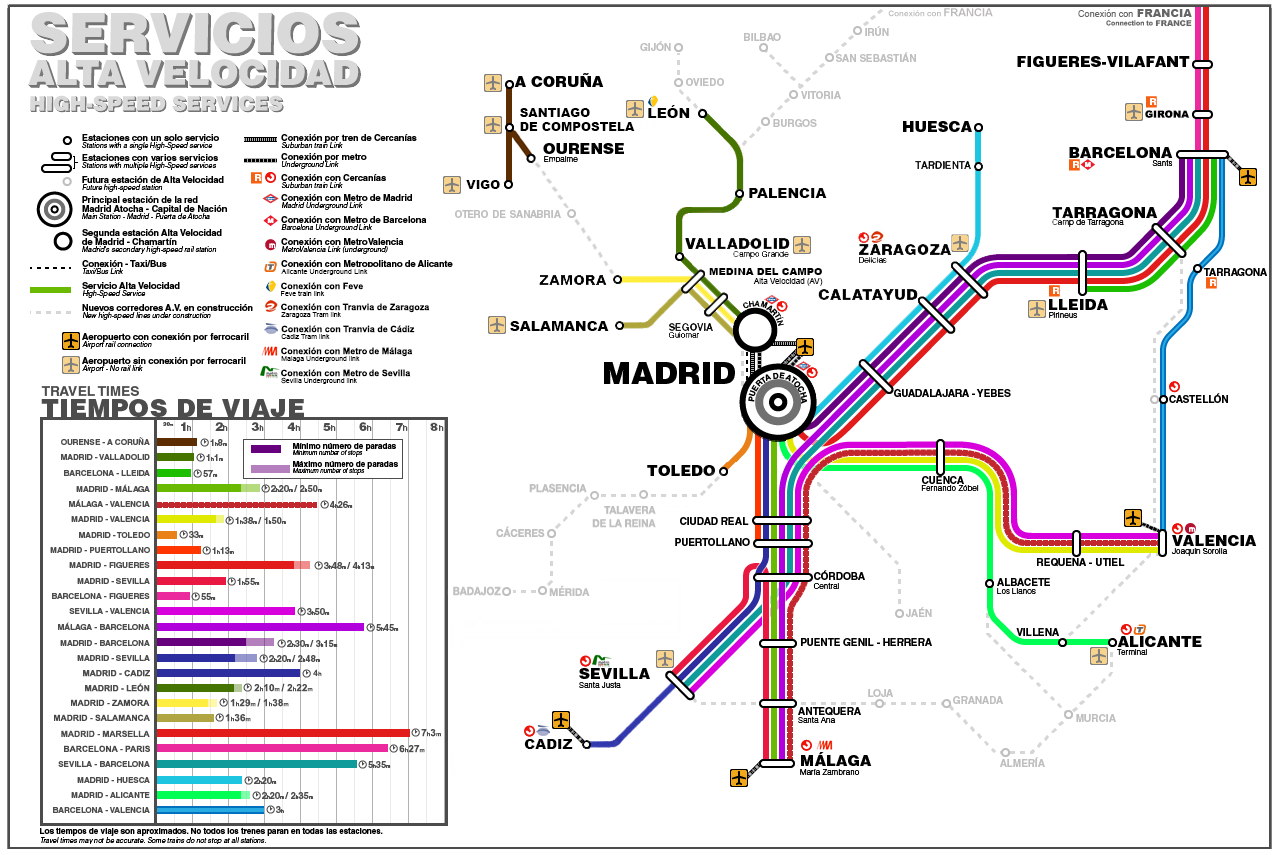
Schéma du réseau AVE (décembre 2017)

Carte d'Espagne des lignes grande vitesse en service, en construction ou en projet.

## Lignes nouvelles en service
| Ligne                                               | Villes desservies                                                                                              | Mise en service                                     |
| Corridor Sud (Nuevo Acceso Ferroviario a Andalucía) | Corridor Sud (Nuevo Acceso Ferroviario a Andalucía)                                                            | Corridor Sud (Nuevo Acceso Ferroviario a Andalucía) |
| --------------------------------------------------- | --- | --------------------------------------------------- |
| LGV Madrid-Séville                                  | Madrid-Puerta de Atocha · Ciudad Real-Central · Puertollano · Cordoue-Central · Séville-Santa Justa            | 14 avril 1992                                       |
| LGV Cordoue-Malaga                                  | Cordoue-Central · Gare de Puente Genil-Herrera · Gare de Antequera-Santa Ana                                   | 16 décembre 2006                                    |
| LGV Cordoue-Malaga                                  | Gare de Antequera-Santa Ana · Gare de Malaga                                                                   | 23 décembre 2007                                    |
| LGV Madrid-Tolède                                   | Madrid-Puerta de Atocha · Gare de Tolède                                                                       | 15 novembre 2005                                    |
| LGV Séville-Cadix                                   | Séville-Santa Justa · Jerez de la Frontera · Cadix                                                             | 28 avril 2015                                       |
| LGV Antequera-Grenade                               | Antequera-Santa Ana · Loja · Grenade                                                                           | 25 juin 2019                                        |
| Corridor Nord-Est                                   | |                                                     |
| LGV Madrid-Barcelone                                | Madrid-Puerta de Atocha · Gare de Guadalajara-Yebes · Gare de Calatayud · Saragosse-Delicias · Lérida-Pirineos | 10 octobre 2003                                     |
| LGV Madrid-Barcelone                                | Lérida-Pirineos · Camp de Tarragone · Gare de Roda de Barà                                                     | 18 décembre 2006                                    |
| LGV Madrid-Barcelone                                | Gare de Roda de Barà · Barcelone-Sants                                                                         | 20 février 2008                                     |
| LGV Barcelone-Figueres                              | Barcelone-Sants · Barcelone-Sagrera TAV · Gérone · Figueres-Vilafant                                           | 8 janvier 2013                                      |
| LGV Figueres-Perpignan                              | Figueres-Vilafant · Perpignan (France)                                                                         | 19 décembre 2010                                    |
| LGV Saragosse-Huesca                                | Saragosse-Delicias · Tardienta · Huesca                                                                        | 23 décembre 2003                                    |
| Corridor Nord                                       | |                                                     |
| LGV Madrid-Vitoria                                  | Madrid-Chamartín · Ségovie-Guiomar · Valladolid-Campo Grande                                                   | 22 décembre 2007                                    |
| LGV Madrid-Vitoria                                  | Valladolid-Campo Grande · Venta de Baños                                                                       | 29 septembre 2015                                   |
| LGV Venta de Baños-Gijón                            | Venta de Baños jonction · Palencia · León                                                                      | 29 septembre 2015                                   |
| Corridor Nord-Ouest                                 | |                                                     |
| LGV Madrid-Galice                                   | Olmedo jonction                                                                                                | 1er avril 2008                                      |
| LGV Madrid-Galice                                   | Olmedo · Gare de Medina del Campo · Zamora                                                                     | 17 décembre 2015                                    |
| LGV Madrid-Galice                                   | Zamora · Sanabria AV · Pedralba de la Pradería                                                                 | 26 octobre 2020                                     |
| LGV Madrid-Galice                                   | Pedralba de la Pradería · A Gudiña · Taboadela                                                                 | 20 décembre 2021                                    |
| LGV Madrid-Galice                                   | Gare d'Ourense · Saint-Jacques de Compostelle                                                                  | 10 décembre 2011                                    |
| Axe Atlantique à Grande Vitesse                     | Vigo-Urzáiz · Gare de Pontevedra · Saint-Jacques de Compostelle                                                | 18 avril 2015                                       |
| Axe Atlantique à Grande Vitesse                     | Saint-Jacques de Compostelle · Gare de La Corogne                                                              | 10 décembre 2011                                    |
| Corridor Est                                        | |                                                     |
| LGV Madrid-Levant                                   | Madrid-Puerta de Atocha · Gare de Cuenca · Gare de Requena-Utiel · Valence-Joaquín Sorolla                     | 18 décembre 2010                                    |
| LGV Madrid-Levant                                   | Gare de Cuenca · Gare d'Albacete                                                                               | 15 décembre 2010                                    |
| LGV Madrid-Levant                                   | Gare d'Albacete · Gare de Villena · Gare d'Alicante                                                            | 17 juin 2013                                        |
| LGV Madrid-Levant                                   | Monforte del Cid jonction · Gare de Elx · Gare de Orihuela                                                     | 1er février 2021                                    |
| Corridor Central                                    | |                                                     |
| 3e tunnel de la Risa                                | Madrid-Puerta de Atocha · Madrid-Chamartín                                                                     | 1er juillet 2022                                    |

## Lignes nouvelles en construction (2021)
| Ligne                                               | Villes desservies                                                                | Mise en service prévue                              |
| Corridor Sud (Nuevo Acceso Ferroviario a Andalucía) | Corridor Sud (Nuevo Acceso Ferroviario a Andalucía)                              | Corridor Sud (Nuevo Acceso Ferroviario a Andalucía) |
| --------------------------------------------------- | -------------------------------------------------------------------------------- | --------------------------------------------------- |
| Axe ferroviaire transversal andalou                 | Séville-Santa Justa · Antequera-Santa Ana                                        | 2030                                                |
| Corridor Nord                                       |                                                                                  |                                                     |
| LGV Venta de Baños-Gijón                            | La Robla · Tunnel de Pajares · Pola de Lena                                      | 2022                                                |
| LGV Venta de Baños-Burgos-Vitoria                   | Venta de Baños · Burgos                                                          | 2022                                                |
| LGV Venta de Baños-Burgos-Vitoria                   | Burgos · Miranda de Ebro · Vitoria-Gasteiz                                       | 2030                                                |
| Y basque                                            | Vitoria-Gasteiz · Bilbao-Abando · Saint Sébastien-Nord · Irun · Hendaye (France) | 2027                                                |
| LGV Palencia-Santander                              | Gare de Palencia · Gare de Aguilar de Campoo                                     | 2026                                                |
| LGV Palencia-Santander                              | Gare de Aguilar de Campoo · Gare de Reinosa                                      | 2028                                                |
| Corridor Nord-Ouest                                 |                                                                                  |                                                     |
| LGV Madrid-Galice                                   | Taboadela · Ourense                                                              | 2027                                                |
| Corridor Méditerranéen                              |                                                                                  |                                                     |
| LGV Méditerranée                                    | Camp de Tarragone · Castellón de la Plana · Valence-Joaquín Sorolla              | 2023                                                |
| LGV Méditerranée                                    | Valence-Joaquín Sorolla · Alicante                                               | 2023                                                |
| LGV Méditerranée                                    | Gare de Orihuela · Murcie                                                        | 2023                                                |
| LGV Méditerranée                                    | Murcie · Carthagène                                                              | -                                                   |
| LGV Méditerranée                                    | Murcie · Almería                                                                 | 2026                                                |
| Corridor Sud-Ouest                                  |                                                                                  |                                                     |
| LGV Madrid-Lisbonne                                 | Toledo · Navalmoral de la Mata                                                   | 2030                                                |
| LGV Madrid-Lisbonne                                 | Navalmoral de la Mata · Plasencia                                                | 2025                                                |
| LGV Madrid-Lisbonne                                 | Plasencia · Cáceres                                                              | 2022                                                |
| LGV Madrid-Lisbonne                                 | Cáceres · Mérida · Badajoz                                                       | 2022                                                |
| LGV Madrid-Lisbonne                                 | Badajoz · (Portugal)                                                             | -                                                   |

## Lignes en projet
| Línea                                               | Ciudades que conecta                                                                              | Estado |
| --------------------------------------------------- | ------------------------------------------------------------------------------------------------- | ------ |
| Corridor Sud (Nuevo Acceso Ferroviario a Andalucía) |                                                                                                   |        |
| LGV Madrid-Jaén                                     | Gare de Mora · Gare de Alcázar de San Juan · Gare de Jaén                                         |        |
| LGV Cordoue-Jaén                                    | Cordoue-Central · Gare de Jaén                                                                    |        |
| LGV Jaén-Grenade                                    | Gare de Jaén · Gare de Grenade                                                                    |        |
| Axe ferroviaire transversal andalou                 | Gare de Huelva · Séville-Santa Justa                                                              |        |
| Axe ferroviaire transversal andalou                 | Gare de Grenade · Gare d'Almería                                                                  |        |
| LGV de la Costa del Sol                             | Gare de Málaga · Gare de Marbella · Gare d'Estepona · Gare d'Algésiras                            |        |
| Afrotunnel (Tunnel de Gibraltar)                    | Gare de Cadix · Gare d'Algésiras · (Maroc)                                                        |        |
| Corridor Nord-Est                                   |                                                                                                   |        |
| Traversée centrale des Pyrénées                     | Saragosse-Delicias · Huesca · Lourdes/Tarbes (France)                                             |        |
| Axe ferroviaire transversal catalan                 | Gare de Lérida · Gare de Manresa · Gare de Gérone                                                 |        |
| Corridor Nord                                       |                                                                                                   |        |
| LGV Venta de Baños-Gijón                            | León · La Robla                                                                                   |        |
| LGV Venta de Baños-Gijón                            | Pola de Lena · Oviedo · Gijón                                                                     |        |
| LGV Saragosse-Pampelune/Logroño                     | Saragosse-Delicias · Gare de Tudela · Gare de Pampelune · Gare de Logroño                         |        |
| Connexion cantabrique                               | Gare de Pampelune · Gare de Vitoria-Gasteiz (Y basque)                                            |        |
| LGV TransCantabrie                                  | Gare de Bilbao · Gare de Santander                                                                |        |
| LGV Palencia-Santander                              | Gare de Reinosa · Gare de Santander                                                               |        |
| Corridor Est                                        |                                                                                                   |        |
| LGV Cantabrie-Méditerranée                          | Saragosse-Delicias · Teruel · Sagunto · Valence-Joaquín Sorolla                                   |        |
| Corridor Nord-Ouest                                 |                                                                                                   |        |
| Ourense · Pontevedra                                | -                                                                                                 |        |
| LGV Segovia-Ávila                                   | Gare de Ségovie · Gare de Ávila                                                                   |        |
| LGV Medina-Salamanca                                | Gare de Medina del Campo · Gare de Salamanca                                                      |        |
| LGV SubCantabrie                                    | Gare de León · Gare de Ponferrada · Gare de Monforte de Lemos · Gare de Lugo · Gare de La Corogne |        |
| LGV Vigo-Porto                                      | Vigo-Urzáiz · Gare de Porto (Portugal)                                                            | -      |

### Liens
- Grande vitesse ferroviaire en Espagne